# Helixanthera beccarii
Helixanthera beccarii är en tvåhjärtbladig växtart som beskrevs av Danser. Helixanthera beccarii ingår i släktet Helixanthera och familjen Loranthaceae. Inga underarter finns listade i Catalogue of Life.